# ワシーリー・グラゴレフ
ワシーリー・グラゴレフ（Василий Васильевич Глаголев；1898年2月21日 - 1947年9月21日）は、ソ連の軍人。大将。ソ連邦英雄。

## 経歴
カルーガ出身。1916年、ロシア帝国軍に召集され、兵卒として第一次世界大戦に従軍。1918年から赤軍に入隊し、ロシア内戦時、ウラルと北カフカースで戦闘に参加した。内戦終結後、小隊長、中隊長、騎兵連隊長、狙撃師団長を歴任し、その後、参謀業務に就いた。バキン指揮課程（1921年）、指揮要員完全化課程（1926年、1931年）、M.V.フルンゼ名称軍事アカデミー附属上級指揮要員完全化課程（1941年）を修了。
独ソ戦時、第42騎兵師団長（1941年7月～1942年2月）、第72狙撃師団長（1942年2月～10月）、第176狙撃師団長（1942年10月～11月）、第10親衛狙撃軍団長（1942年11月～1943年2月）、第9軍司令官（1943年2月～3月）、第46軍司令官（1943年3月～1944年5月）、第31軍司令官（1944年5月～12月）、独立親衛空挺軍から改組された第9親衛軍司令官（1945年1月～終戦）を歴任した。クリミア、カフカース、クルスクの戦い、ドニエプルの戦い、ウクライナ解放作戦、白ロシア、バラトン、ウィーン、プラハ作戦に参加した。ドニエプル強行渡河と橋頭堡確保の功績に対して、ソ連邦英雄の称号が授与された。
戦後、第9親衛軍司令官として留まり、1946年4月から空挺軍司令官。1947年9月、現職のまま死亡した。

## パーソナル
ソ連邦英雄。レーニン勲章2個、赤旗勲章2個、一等スヴォーロフ勲章2個、一等クトゥーゾフ勲章を受章。